# Isla Charles (Nunavut)
Isla Charles (en inglés: Charles Island) es una isla del océano Ártico en la región de Qikiqtaaluk, en el territorio de Nunavut, al norte de Canadá. Posee una superficie de 235 km², se encuentra en el estrecho de Hudson (Hudson strait), un brazo de la Bahía de Hudson. La bahía de Charles (Charles Bay) está en el lado norte de la isla Charles. El Cabo de Nouvelle-France (Cabo de la Nueva Francia), en la península de Ungava de la provincia de Quebec, está directamente al sureste de la isla.